# Fågelsången, Helsingfors stad
För andra betydelser, se Fågelsången.

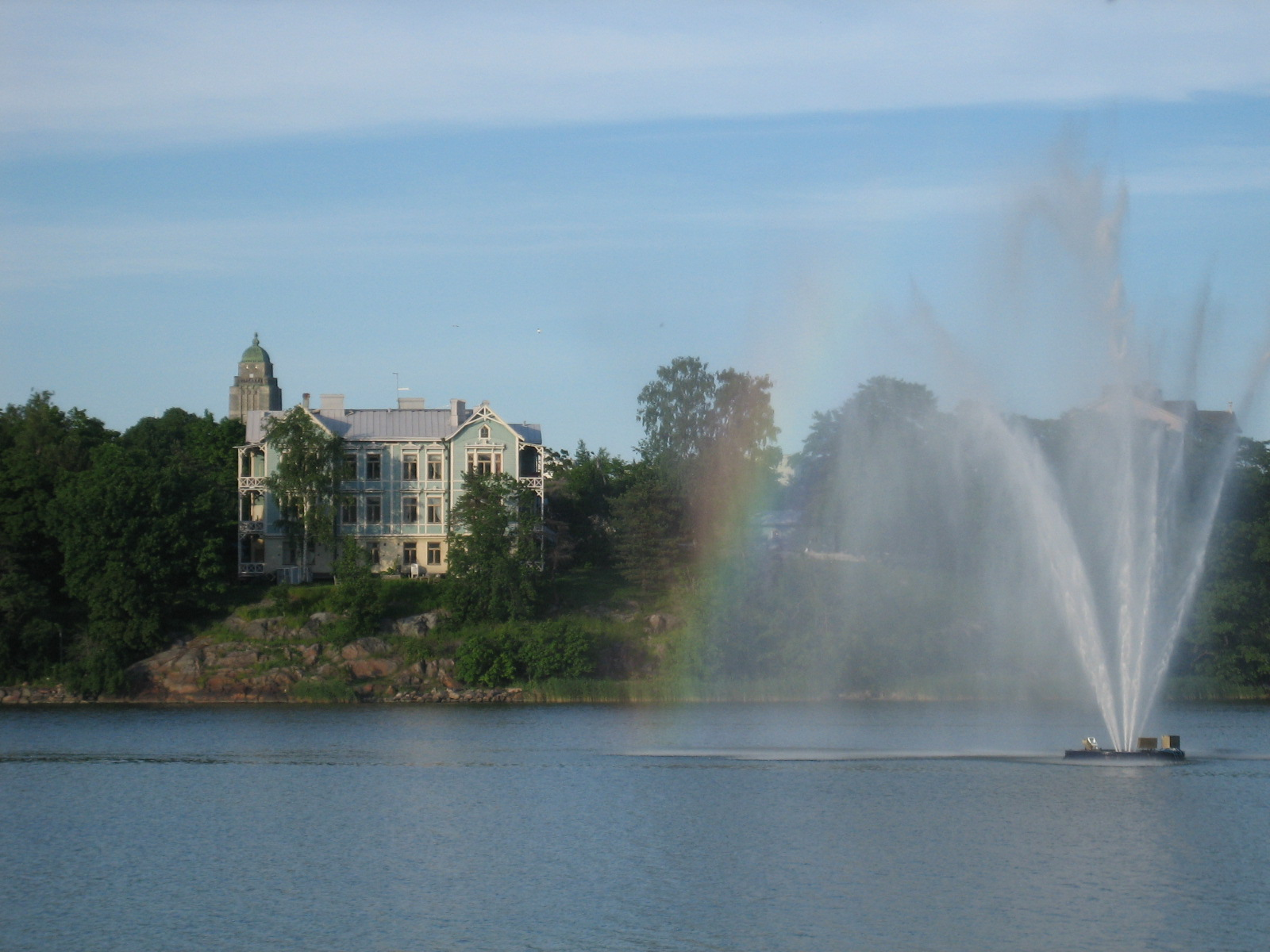
Villa 11, Blå villan i Fågelsången

Fågelsången (finska: Linnunlaulu) är ett villa- och parkområde med företrädesvis trävillor från slutet av 1800-talet vid Tölövikens östra strand i stadsdelen Berghäll i Helsingfors.
Området ligger på ömse sidor av järnvägen till säckstationen Helsingfors centralstation. Redan då området bebyggdes gick järnvägen genom området i en djup fåra, som var sprängd i berget och delade området i två delar. Järnvägen breddades senare i flera omgångar, från ursprungliga två spår till över tio spår, och somliga  villor har därför rivits. Dessutom revs en del villor på 1960-talet för att ge rum åt Helsingfors stadsteater. Som en del av Alvar Aaltos centrumplan från 1960-talet tänktes en bred billed, Frihetsgatan, dras genom villaområdet mellan stadscentrum och Böle. Denna plan genomfördes dock ej.
Trots rivningar står en stor del av villorna kvar i dag och en del har renoverats. I Villa 11, Blå villan vid Tölöviken, finns en konstnärsateljé och ett sommarkafé. Den bredvidliggande Villa 10, numera benämnd Villa Kivi, står till Helsingfors författarsällskaps förfogande. På östra sidan järnvägen finns Helsingfors Diakonissanstalt.

## Bildgalleri

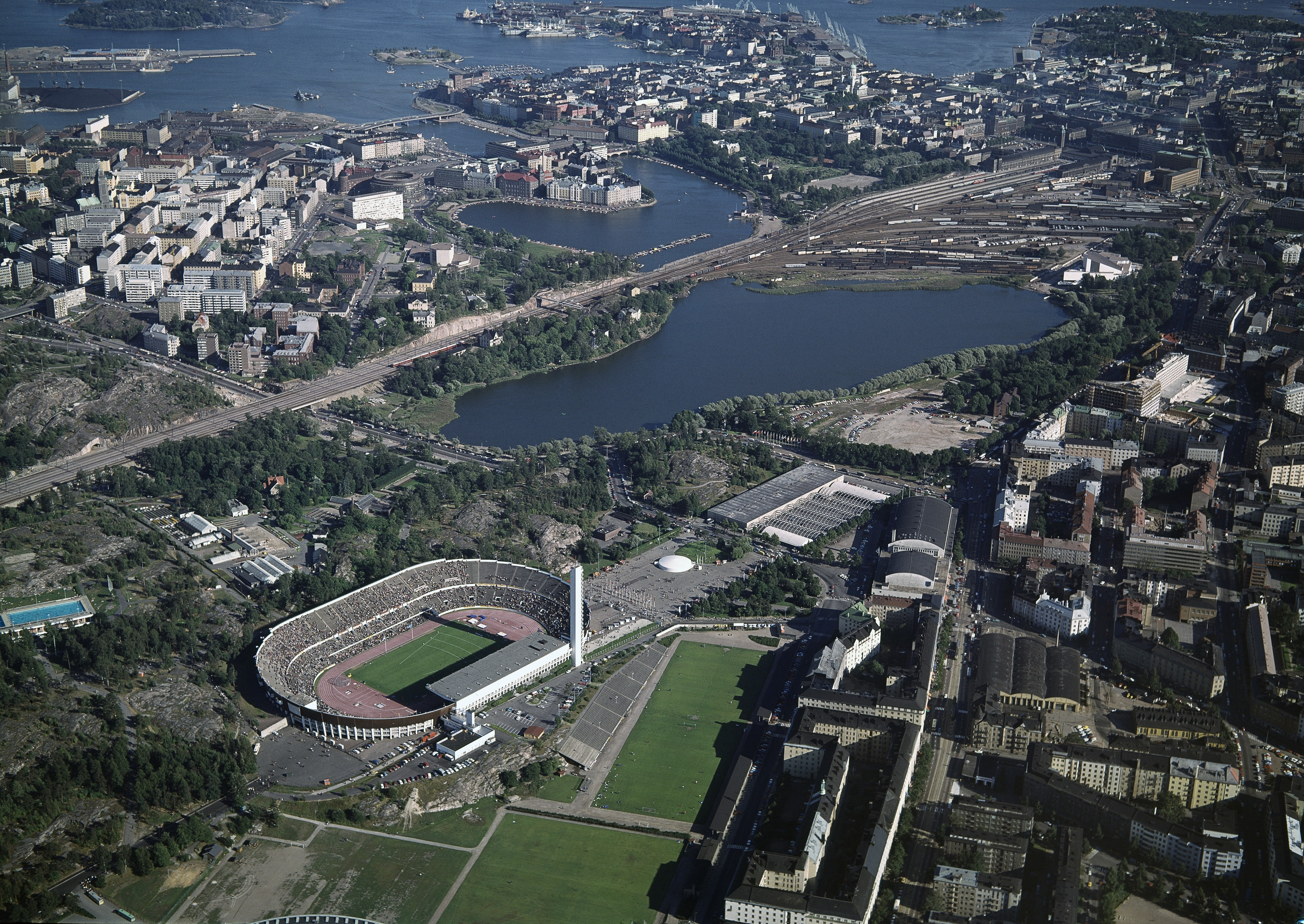
Fågelsången, Tölöviken, Djurgårdsviken och Kajsaniemiviken sedda från nordväst
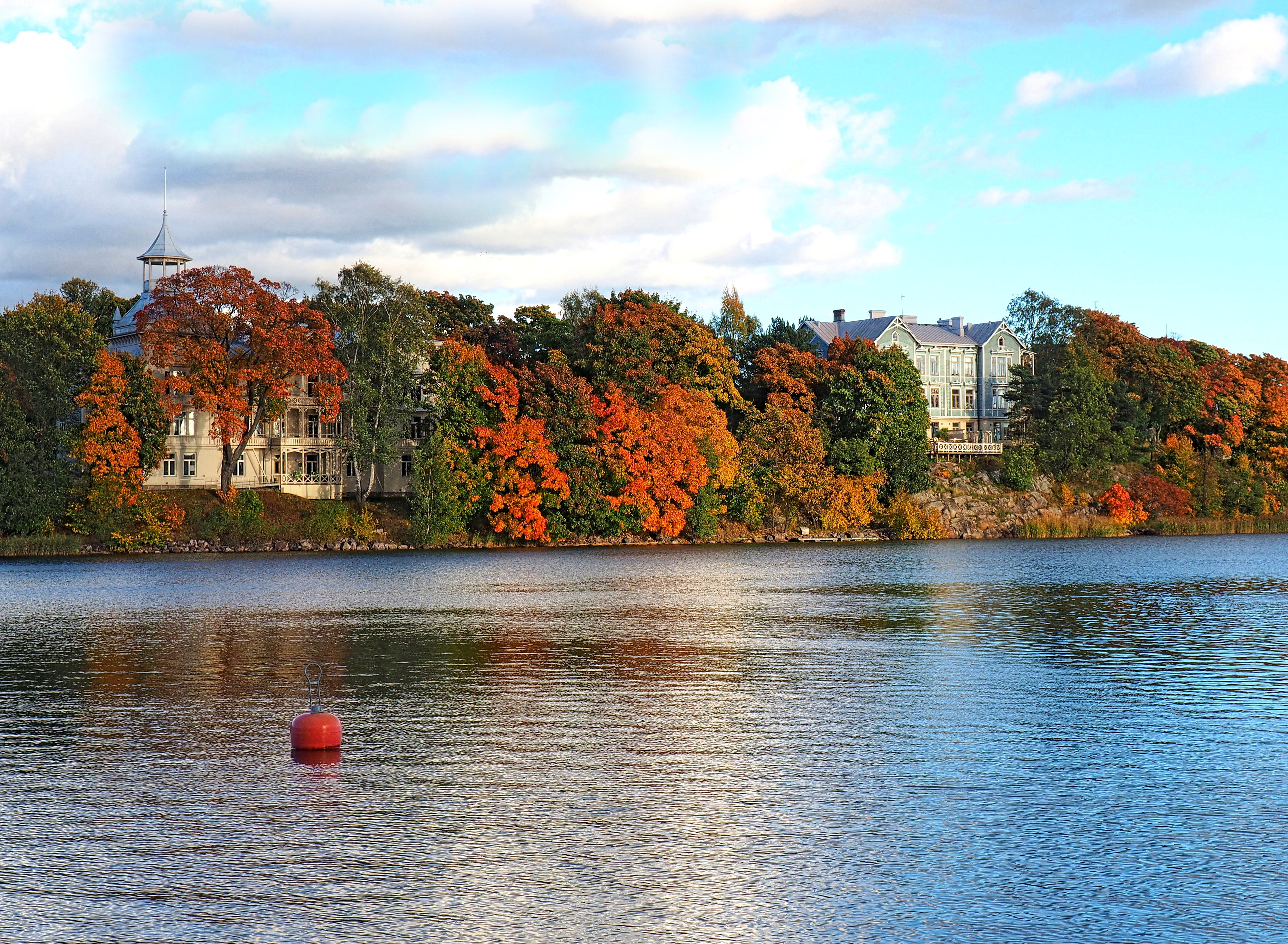
Tölövikens strand
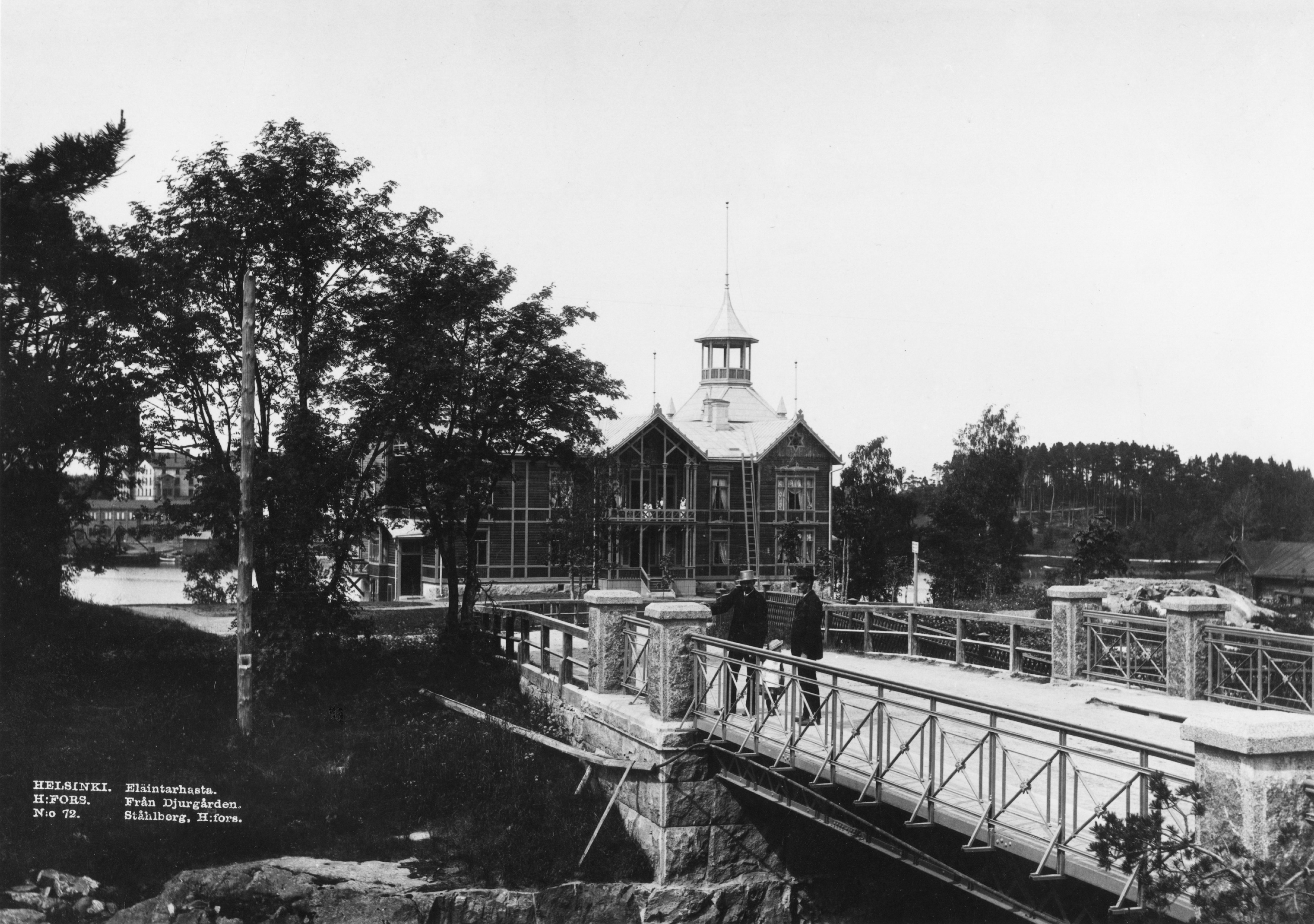
Villa 10, omkring 1890
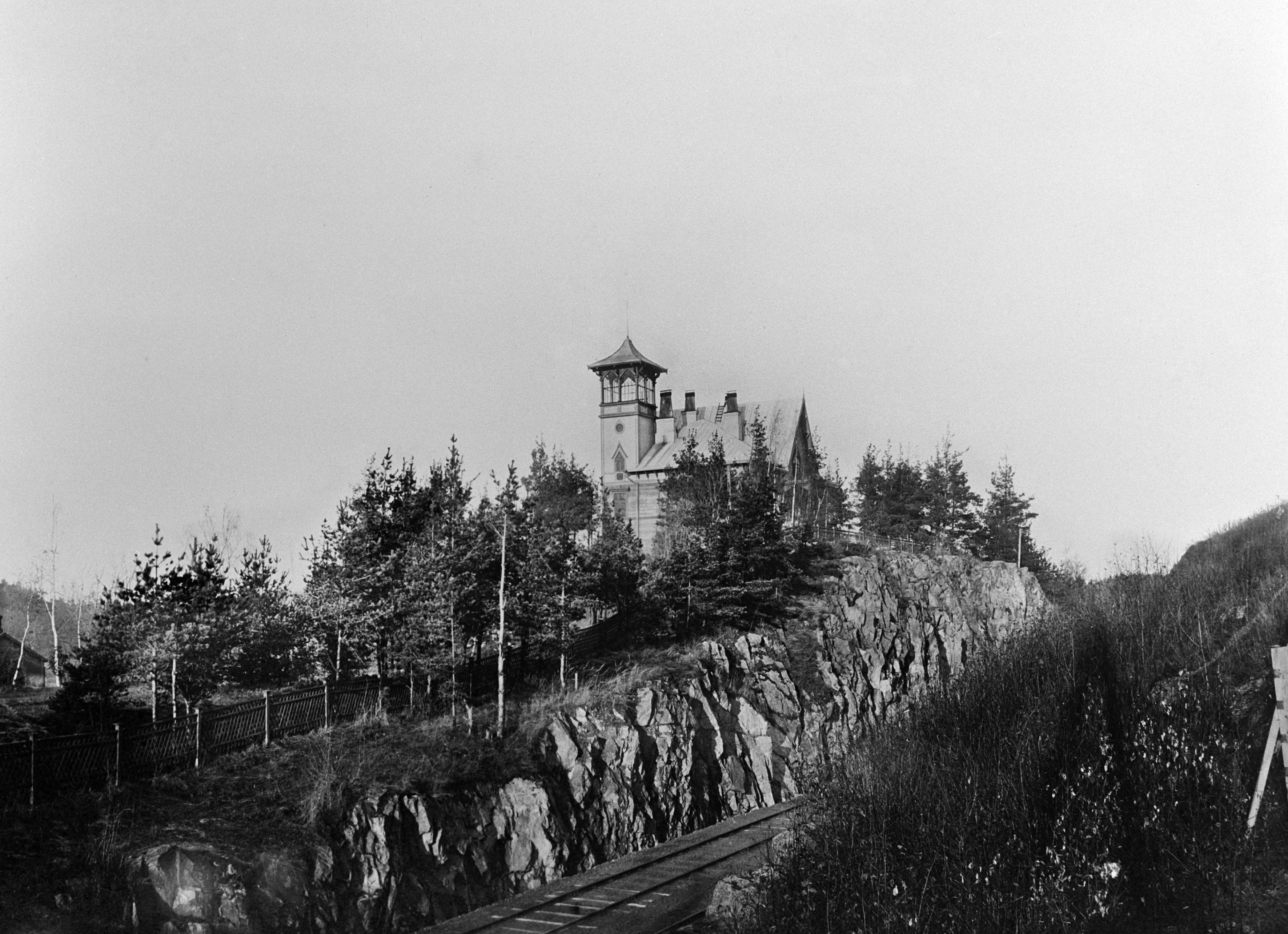
Villa 9, 1892
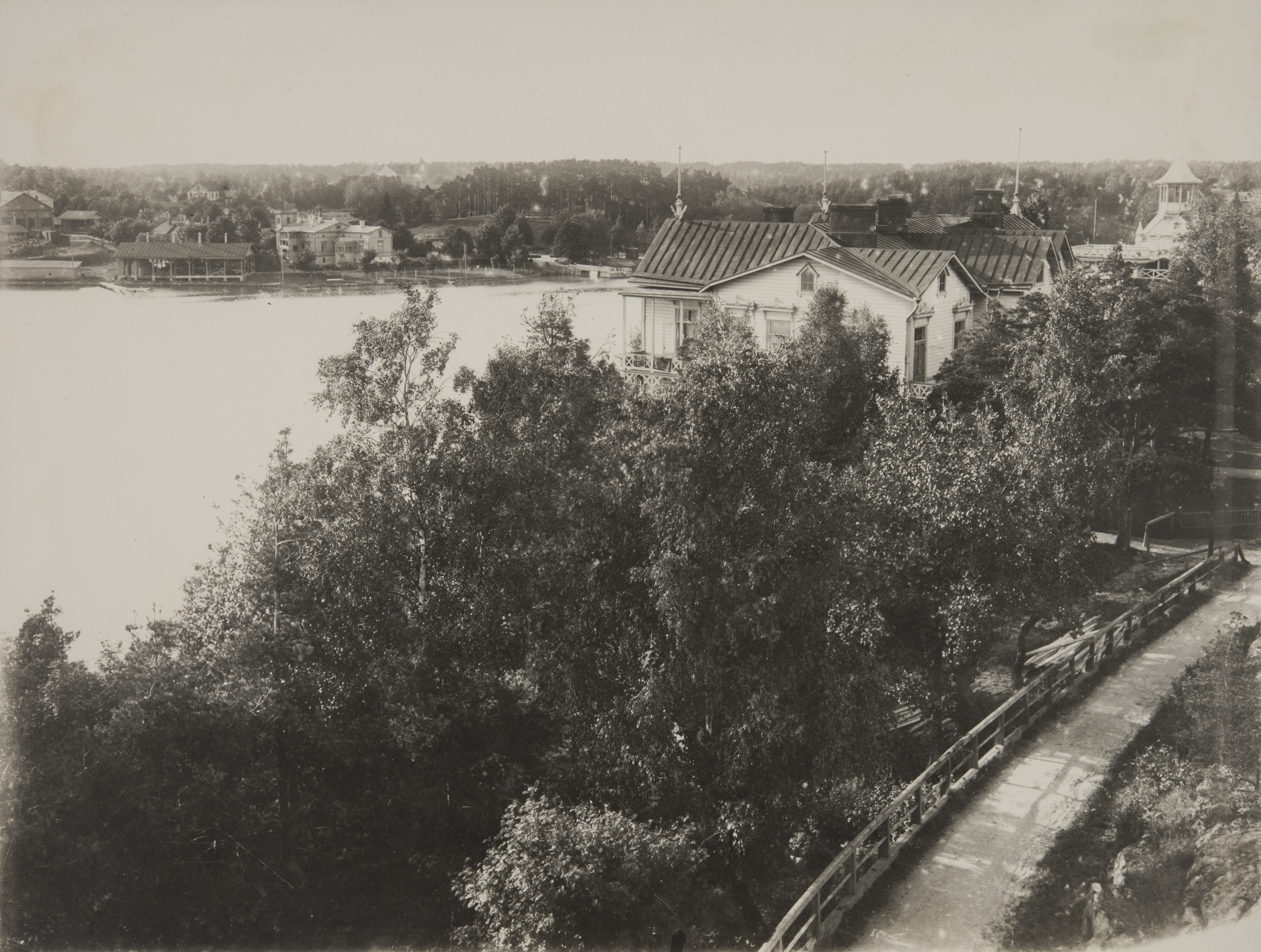
Villa 11, 1920
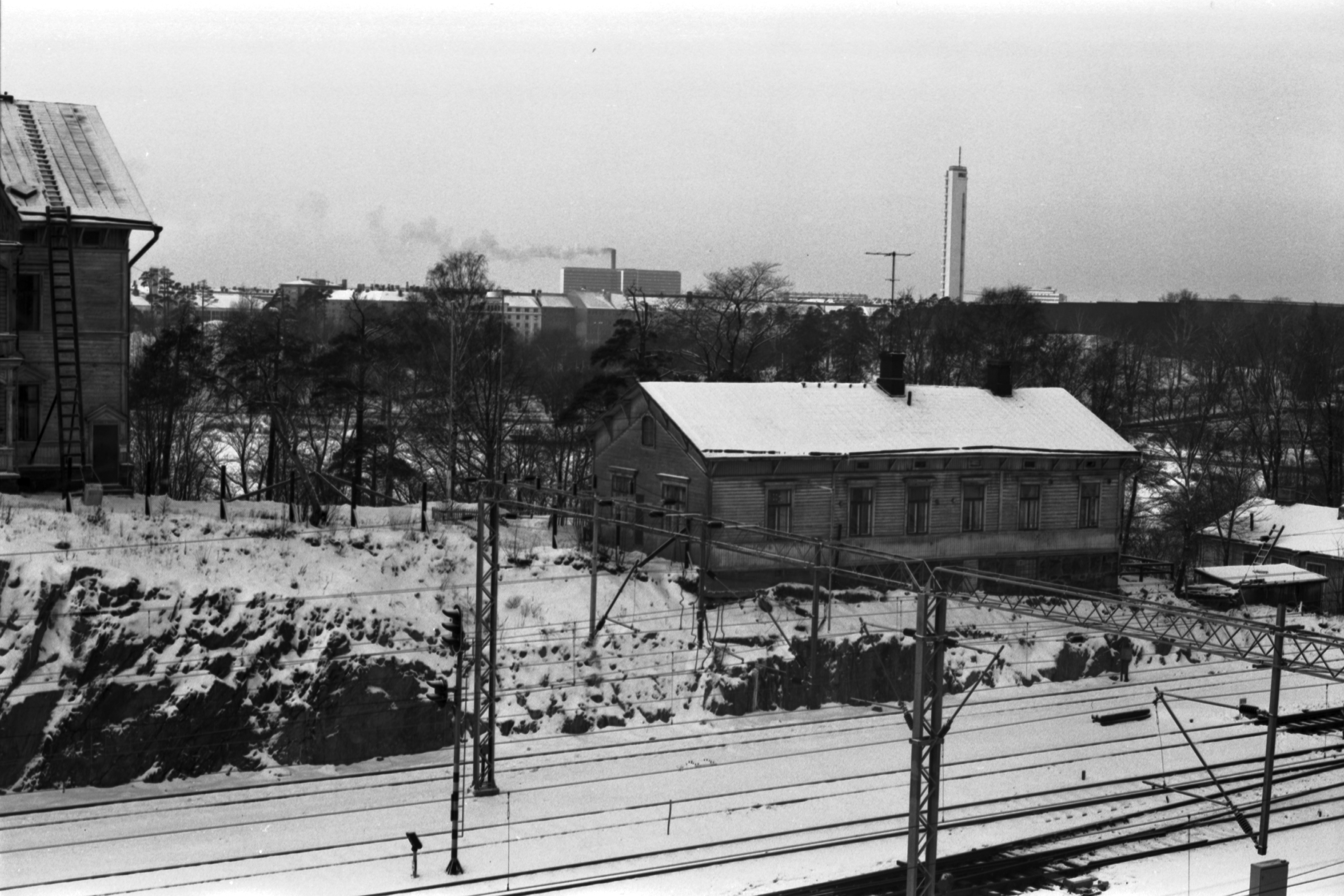
Fågelslångsbyggnader, 1972
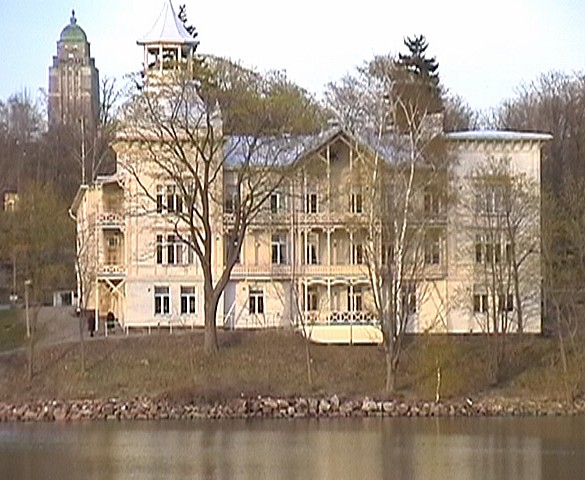
Villa Kivi
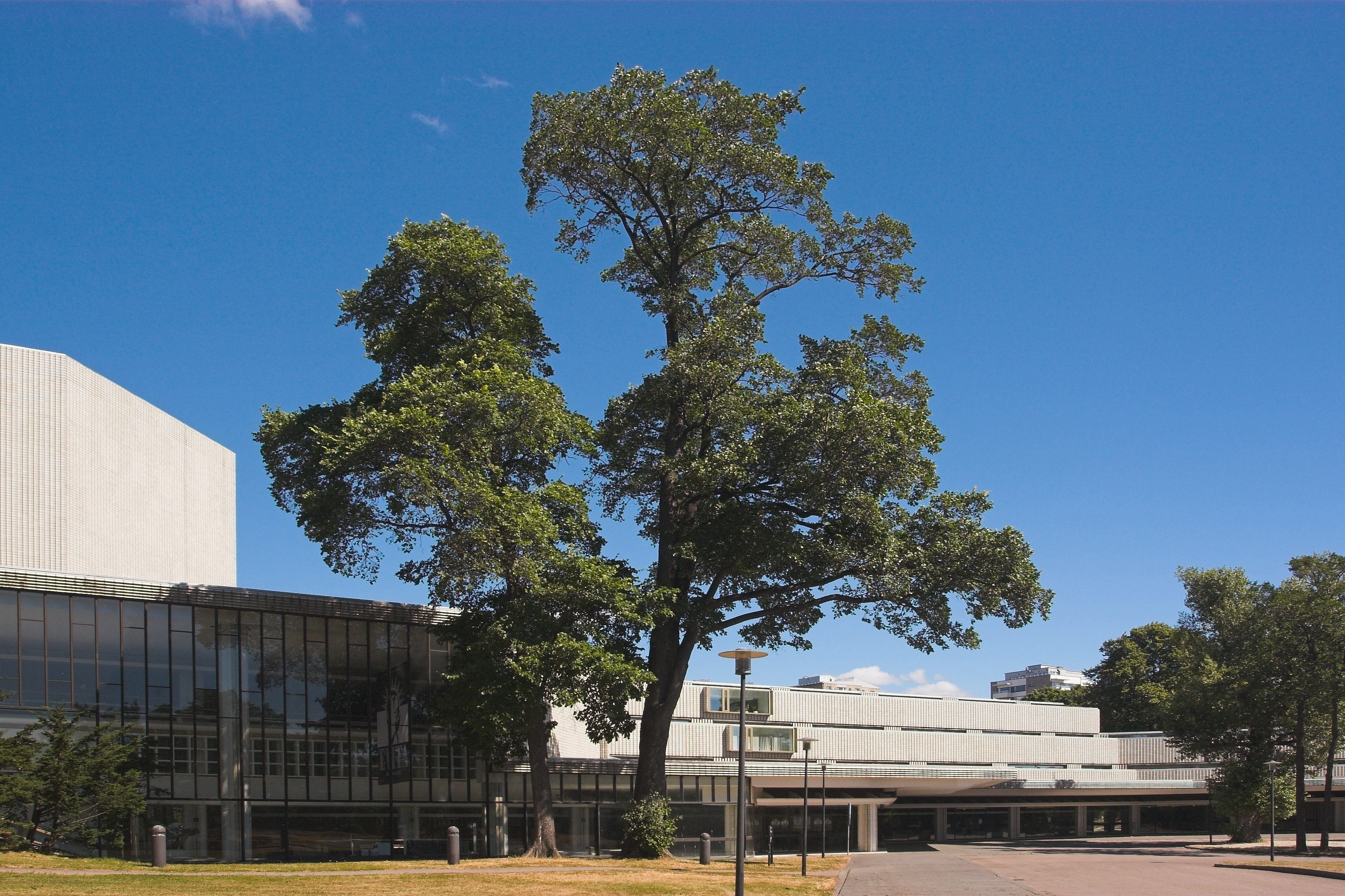
Helsingfors stadsteater